# Дикий робот
«Дикий робот» (англ. The Wild Robot) — фантастичний роман американського автора й ілюстратора Пітера Брауна.
Книга видана в Україні видавництвом Vivat. Редактором книги виступила Лілія Задьорна, переклала Катерина Робоча. Презентація книги відбулась на Форумі видавців у Львові з 13 по 17 вересня 2017 року.
Перша книга серії була адаптована в однойменному анімаційному фільмі 2024 року, а також планується продовження оригінального фільму, адаптованого до другої книги.

## Сюжет
|                     | Що буде, коли помістити робота в дику природу? На перший погляд, такий задум не може закінчитися нічим цікавим. Але виявляється, інстинкти виживання звірів і птахів близькі алгоритмам дій роботів. І в цьому випадку робот цілком може вписатися в життя диких тварин. Особливо, якщо цей робот — жінка… Розі, яка не може відчувати, запрограмована самовдосконалюватися. І це дозволяє їй подолати неприйняття світу живих істот, завоювати їхні любов і співчуття. Роман Пітера Брауна «Дикий робот» просякнутий драматичними переживаннями машини, яка не просто стала матір’ю для маленького гусеняти, але й узяла під захист усіх тварин острова, нехтуючи своєю безпекою. |
| — Видавництво Vivat | |

## Нагороди
- Бестселер The New York Times.
- Найкраща книжка для дітей у щорічному списку журналу Kirkus.
- Лідер продажів американської асоціації книгопродавців.
- Номінація на Goodreads Choice Award 2016 у категорії «Найкраща книга для дітей молодшого й середнього шкільного віку».
- Рейтинг 4,12 на Goodreads із понад 64 тисячами оцінок.

## Екранізація
- «Дикий робот» (2024)